# Wohlfahrtia brunnipalpis
Wohlfahrtia brunnipalpis är en tvåvingeart som först beskrevs av Macquart 1851.  Wohlfahrtia brunnipalpis ingår i släktet Wohlfahrtia och familjen köttflugor. Inga underarter finns listade i Catalogue of Life.